# 2012年インド集団強姦事件

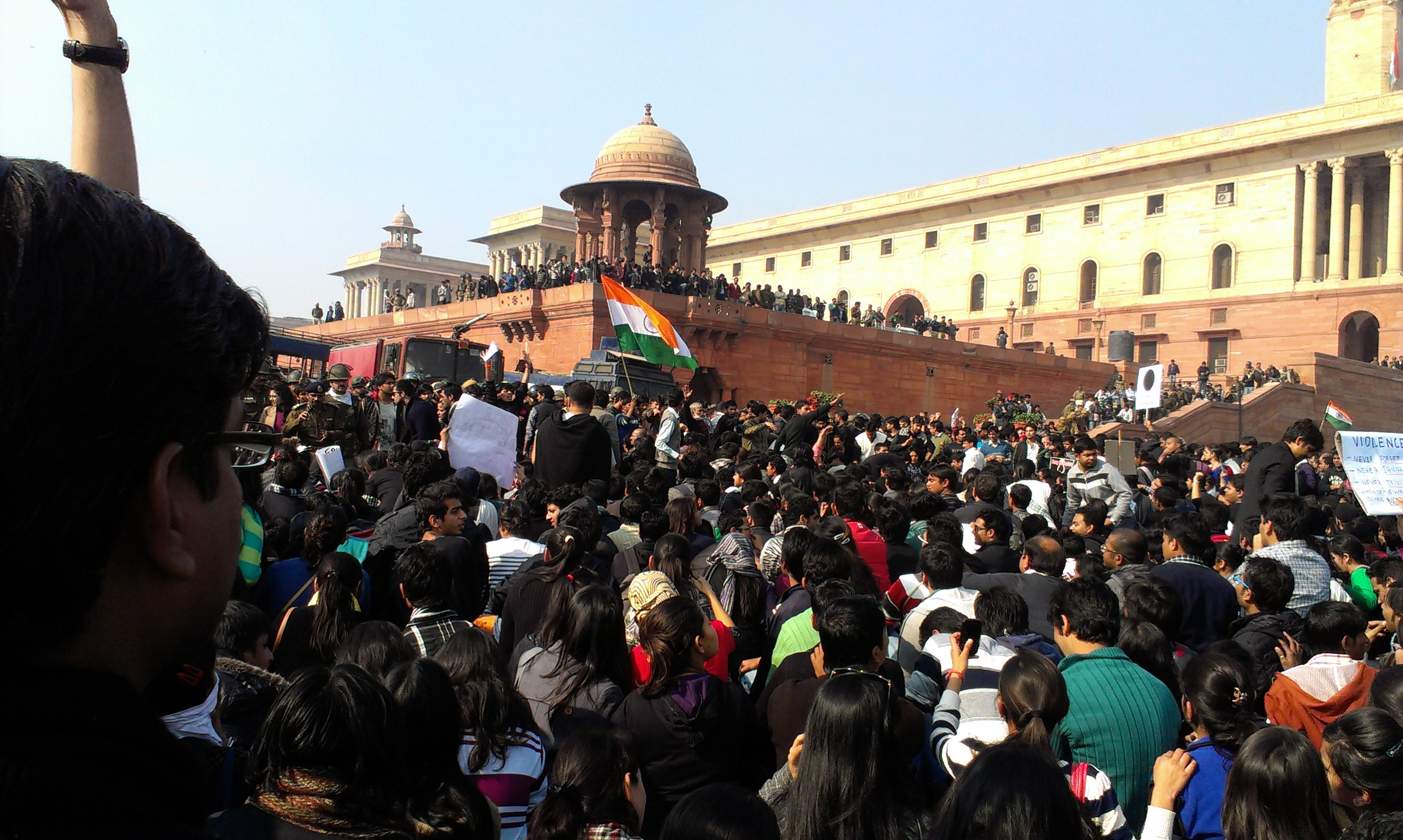
ニューデリーのデモの様子

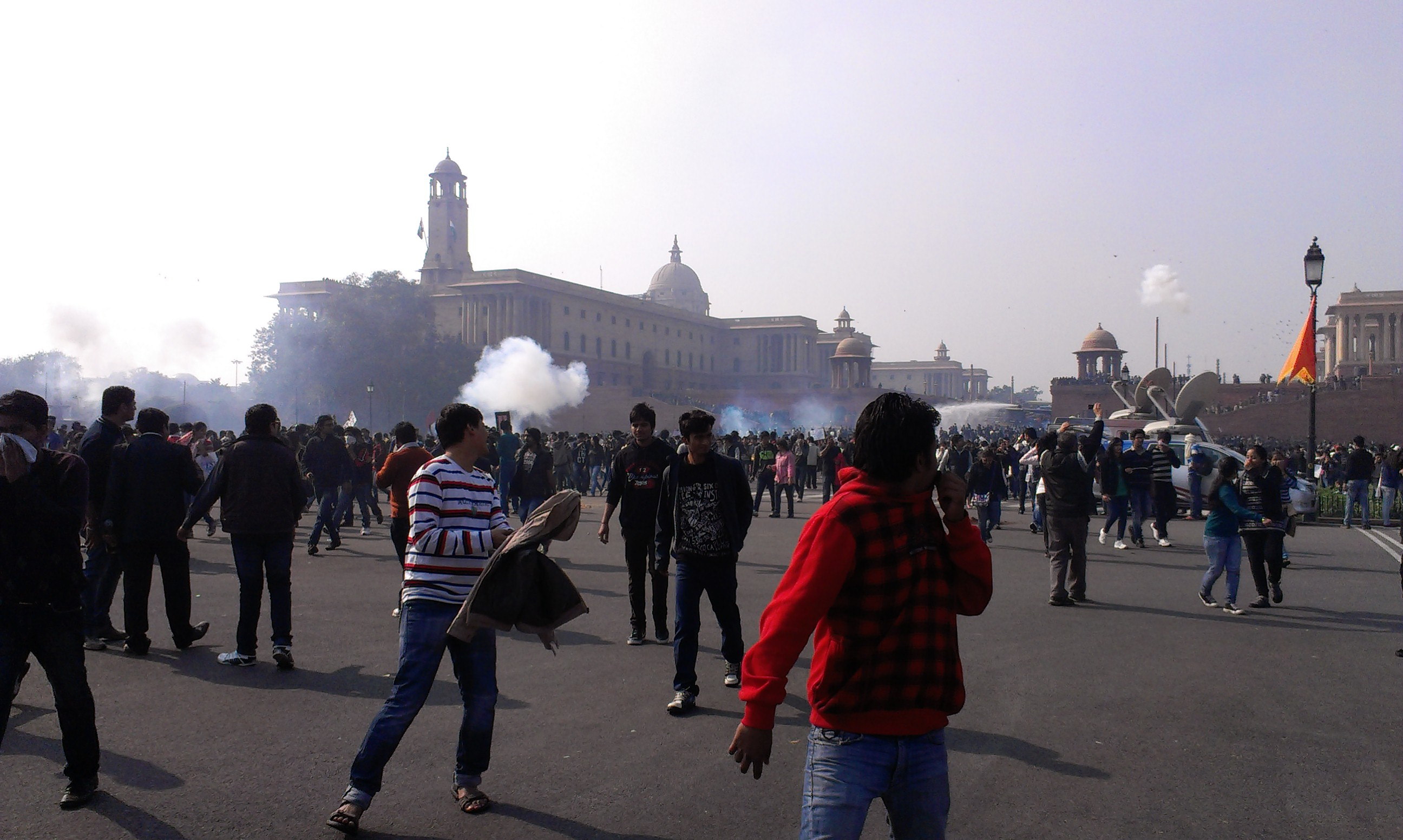
デモ隊に向けて、放水と催涙ガスを放つ警察

2012年インド集団強姦事件（にせんじゅうにねんインドしゅうだんごうかんじけん）は、2012年12月16日にインドのデリーで発生した強姦事件。

## 経過
2012年12月16日、被害者の女性理学療法実習生ジョーティ・シン（Jyoti Singh 当時23歳）と友人男性アウィンドラ・プラタップ・パンディ(Awindra Pratap Pandey)は、デリー首都圏サウスウェストデリー区のサケットで、映画『ライフ・オブ・パイ/トラと漂流した227日』を見た。
2人は午後9時30分、サウスウェストデリー区のミューニルカで、ドワルカ行きの無認可のバスに乗り込んだ。バスにはすでに、運転手を含む6人が乗っていた。男たちの1人の未成年者が、目的地に向かってバスを出すように求めた。バスが通常のルートをそれても、ドアを閉じたままだったので、アウィンドラは不審に思った。アウィンドラが声を上げると、運転手を含む6人の男たちは、2人をなじり、こんな遅くまで2人だけで何をしていたのかと詰問し始めた。
言い争いの後、アウィンドラと男たちは、格闘になった。アウィンドラは殴られ、猿ぐつわをかまされ、鉄棒で意識をなくすまで打ちのめされた。男たちは、ジョーティをバスの後部まで引きずってゆき、棒で打ち、レイプした。その間、運転手はバスを運転していた。後に医学所見によると、ジョーティは暴行によって腹部と腸、性器に甚大な損傷を受けていた。医師たちは、損傷は鈍器（鉄棒と推定される）の貫通によるものと述べている。その棒は、後の警察の説明によると、ジャッキハンドルとして使用されていた錆びたL字形の用具だった。
警察の報告では、ジョーティは襲撃者らに抵抗を試み、3人に噛み付き、腕に噛み痕を残していた。殴打とレイプを終えると、襲撃者たちは、2人を走行中のバスから放り出した。犯人の1人が後で車内を清掃し、証拠を消している。警察は翌日、バスを押収した。
切れ切れの衣服をまとった2人は午後11時ごろ、通行人によって発見された。通行人から通報を受けたデリー警察は、2人をサフダルジュン病院に搬送した。ジョーティは救命治療を受け、人工呼吸器を装着された。ジョーティの全身には傷痕と無数の噛み痕が見られた。報告によると、起訴された男の1人は、バスの中で襲撃者たちが女性からロープ状のもの――腸と推定される――が引っ張り出したのを見たと認めている。バスから、血に汚れた2本の棒が回収されており、医療スタッフは「この貫通が、性器、子宮、小腸に大きな損傷をもたらした」と述べている。
ジョーティは内臓に重傷を負い、腸の摘出手術などを受けた後、シンガポールの病院で手当てを受けたが、同月29日に死亡した。アウィンドラは退院した。ジョーティは、死亡する前に一度、意識が戻ったという。その時、「犯人たちが焼き殺されるのが見たい」と言い残した。
2013年3月11日、ニューデリーのティハール刑務所に勾留されていた容疑者の1人が、首を吊って死亡。警察は自殺と判断しているが、容疑者の両親は殺されたと主張している。
2013年5月16日、被告の1人が勾留施設内で収容者らから暴行を受け重体になった事が発覚した。暴行の他、食事に毒が入れられていた疑いも浮上している。
2013年9月13日、ニューデリーの裁判所は4人全員に死刑判決を下した。厳しいインド国内外の世論を背景とした判決となった。被告人の弁護士は、今回のような犯罪では、元来は終身刑が妥当であり、例外的な場合にのみ死刑が適用される事態に懸念を示している。容疑者の少年1人は3年間の矯正施設収容処分となっている。死刑となった容疑者たちは、高等裁判所への控訴を表明している。
2015年3月4日、英BBCによって撮影された死刑判決を受けた男のインタビュー映像が、その内容の過激さによりニューデリー警察によって、混乱を避ける為に放送の禁止が命じられた事が裁判所へのインタビューで明らかになった。
2020年2月1日、この日午前6時に4名の死刑執行が予定されていたが、死刑囚による判決への異議申し立てがされた事から延期となった。
2020年3月20日、判決を受けた4名の死刑が執行された。

## 逮捕と裁判
地元警察は容疑者の男5人を殺人や強姦などの罪で訴追した。残る1人は未成年と確認され少年院に送致された。地元弁護士会は人道的な立場から、加害者の弁護は担当しないと表明した。
2013年8月31日、少年審判所は未成年の少年の行為を有罪認定し、矯正施設入所3年の判決を出した。なお、今回の事件を担当した裁判長は、以前に担当した強姦事件で、DNAなどの証拠があるにもかかわらず、無罪とした経歴がある。

## 背景
インド国内には現在も出自の問題（カースト制度）が根強く、階層の高い男性による性的暴行が多く見られ、また当局による関心の低さが背景としてある。

## インド国内の反応

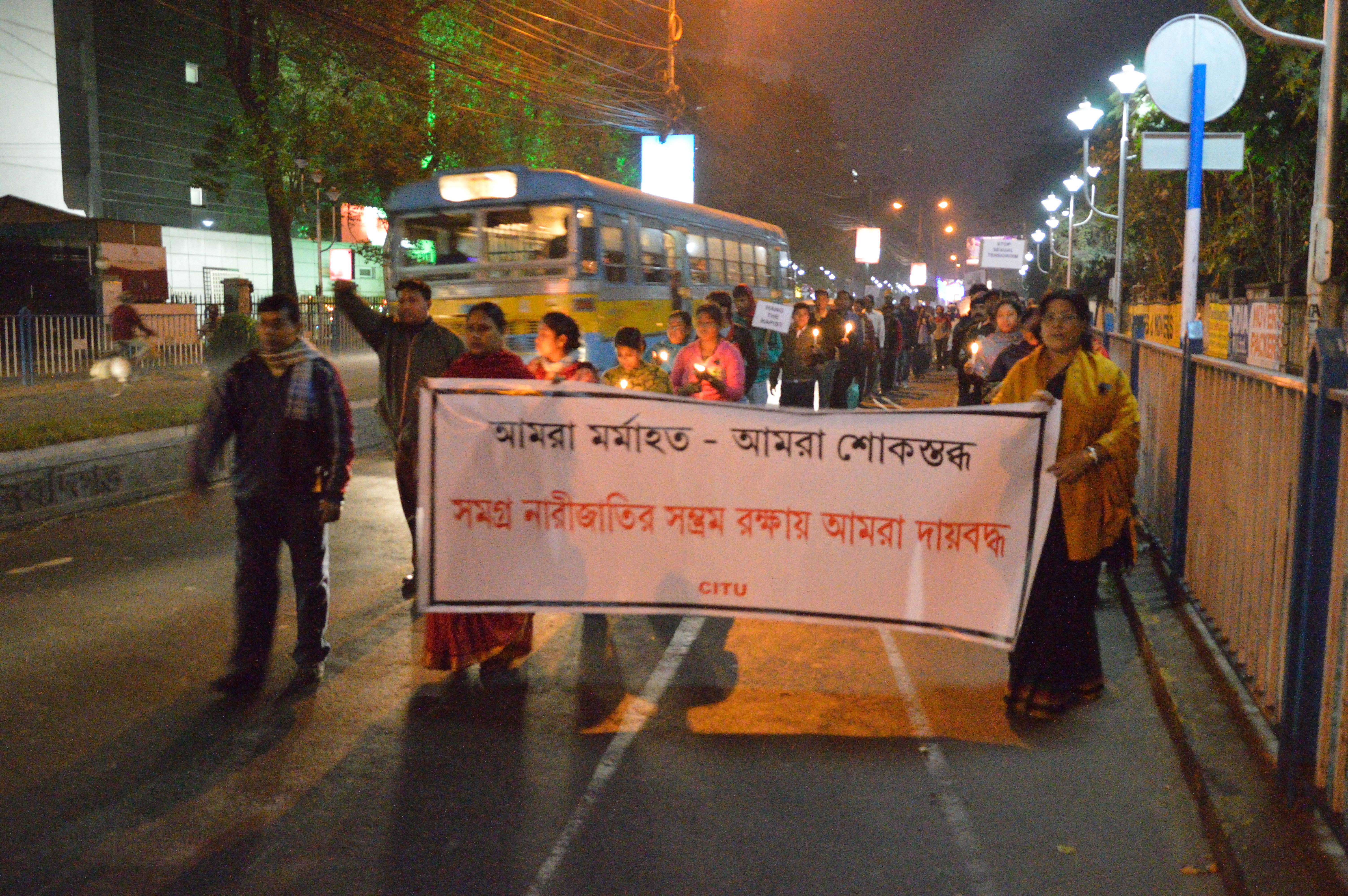
コルカタで、横断幕を掲げてデモを行う人々（2012年12月29日）

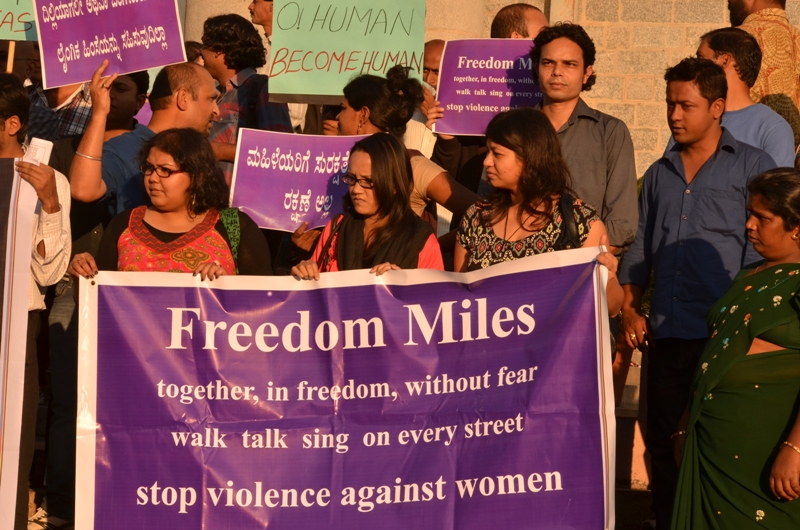
バンガロール市庁舎に向けてデモを行う人々（2012年12月29日）

事件をきっかけとして、性犯罪に対する刑事罰の強化や治安対策、犯人に死刑を求め、政府に対する大規模な抗議デモが連日行われた。24日にはマンモハン・シン首相（当時）がテレビ演説で、性犯罪取締り強化を表明、平静を呼び掛けた。30日のシンガポールからの遺体帰国時には、シン首相、ソニア・ガンジー総裁などが空港に出迎え、哀悼の意を表した。各地で行われた抗議集会では、国民がろうそくに火を点して被害者の冥福を祈った。
この事件を受け、2013年2月3日、プラナブ・ムカルジー大統領は強姦罪の罰則を強化する大統領令に署名した。これによって強姦の最高罰則を死刑とする法律が成立した。
この事件を含め、インドで続発する強姦事件や、世界的な景気後退を背景に、インドの観光業は打撃を受けているとの指摘がある。インド商工会議所連合会は、2013年、インドを訪れた外国人観光客が昨年比で25%減少したと発表した。ただし、インド観光当局は昨年比で微増していると発表しており、インド観光事業連合も、インド商工会議所連合会の調査を疑問視している。
なお、上述の通り実行犯4名は2020年3月20日に死刑が執行されたが、女性団体や地元弁護士会を含め死刑執行を積極的に支持した他、死刑執行に市民からは歓声が上がり、死刑反対の声はなかったとされる。

## 報道
レイプに関してインドの法律は、被害者本人の承諾がない限り実名報道を禁じている。被害者死亡の場合は家族の同意が必要。今回、被害者の父はレイプ被害の苦しみと闘う女性たちに勇気を与えたいとして、娘の実名での報道を求めた。
ショッキングな内容から、欧米や日本のメディアもこの事件に注目し、取材した結果、インドの女性蔑視ともいえる社会情勢が明らかとなり、インドのイメージが低下した。ニューヨーク・タイムズの調査では、2012年にデリーで被害が届けられた事件のうち、犯人の男性が起訴されて有罪になったケースは1件のみだった。また、2011年の調査では、インド男性の4人に1人が性暴力を行ったという結果もある。

### 日本での報道
日本の『日刊スポーツ』は、「国内人口の約8割を占めるヒンズー教の戒律では、男性は結婚するまで性行為が禁じられている。外国人観光客も年々増加。外国人女性の薄手の服装が、性犯罪に影響を及ぼしているとの見方もある。」、『朝日新聞』は、「蔑視されがちだった女性の社会進出が進み、大都市では深夜に出歩くことが増えたのも増加の一因だとされる。」と、それぞれ、インドの男性中心社会から女性に原因を帰す主張（セカンドレイプ）がなされていることを紹介した。